# Stefan Janiszewski
Stefan Bernard Janiszewski (ur. 20 sierpnia 1868 w Mystkach, zm. w 1940 w Warszawie) – doktor medycyny, tytularny generał brygady Wojska Polskiego.

## Życiorys
Stefan Bernard Janiszewski urodził się 20 sierpnia 1868 w Mystkach, w powiecie średzkim ówczesnej prowincji poznańskiej. W 1898 uzyskał dyplom lekarza na Uniwersytecie w Greiswaldzie, a następnie odbył obowiązkową jednoroczną służbę wojskową w Armii Cesarstwa Niemieckiego. W latach 1900–1914 praktykował w Żerkowie. W czasie I wojny światowej pełnił służbę w armii niemieckiej. 
9 grudnia 1919 został przyjęty do Wojska Polskiego. Od kwietnia do sierpnia 1920 stał na czele Oddziału Szkolno-Sanitarnego w Poznaniu, który dwa lata później został przekształcony w 7 Batalion Sanitarny. 24 czerwca 1920 został zatwierdzony w stopniu podpułkownika z dniem 1 kwietnia 1920 w Korpusie Lekarskim w „grupie byłej armii niemieckiej”, a 3 maja 1922 został zweryfikowany w stopniu pułkownika ze starszeństwem z 1 czerwca 1919 i 31. lokatą w korpusie oficerów sanitarnych, grupa lekarzy. W latach 1922–1925 był komendantem VII Szpitala Okręgowego w Poznaniu. Wykonując obowiązki komendanta szpitala pozostawał na ewidencji 7 Batalionu Sanitarnego.
25 lipca 1925 Prezydent RP Stanisław Wojciechowski nadał mu stopień generała brygady „wyłącznie z prawem do tytułu” z dniem 30 września 1925, czyli z dniem przeniesienia w stan spoczynku.
W 1936 pełnił funkcję sekretarza Okręgu Wielkopolskiego Związku Lekarzy Państwa Polskiego. Mieszkał w Poznaniu przy ulicy Patryka Jackowskiego 29 m. 8. Dziesięć lat wcześniej mieszkał przy ulicy Seweryna Mielżyńskiego 26/27. W 1939 mieszkał przy ulicy Płowieckiej 12 m. 1 i nie prowadził już praktyki lekarskiej.
Po kampanii wrześniowej 1939 został wysiedlony do Warszawy, gdzie zmarł. Pochowany na cmentarzu Powązki Wojskowe w Warszawie (kwatera A10-5-23). 